# Mouka Tišnov
MOUKA TIŠNOV, s.r.o. je česká textilní firma specializující se na výrobu textilních tkaných neelastických popruhů a lemovek. Společnost se zaměřuje na zakázkovou výrobu a ročně vyrobí více než 900 druhů popruhů a vytvoří přes 100 nových popruhů podle individuálních požadavků zákazníků.Produkty firmy nacházejí uplatnění ve výrobcích pro horolezectví, práce ve výškách, paragliding, outdoorové sporty, chovatelství, zdravotnictví, bezpečnostní a záchranářské složky, automobilovém průmyslu a v dalších oblastech. Firma exportuje své produkty do 30 zemí světa a pravidelně získává certifikace potvrzující vysokou kvalitu její produkce.

## Historie firmy
Společnost MOUKA TIŠNOV, s.r.o. je přímým pokračovatelem manufaktury, kterou založil pan František Mouka v Tišnově v roce 1842. Na počátku se zde vyráběly provazy a lana pro zemědělství a průmysl a postupně přibyly sítě a popruhy. V průběhu generací se rodina Moukových stala významným výrobcem v oblasti textilního průmyslu, zejména v segmentu popruhů. V roce 1907 převzal vedení podniku pan Antonín Mouka, který přesunul výrobu do nových prostor a začal se specializovat na popruhy. Pod jeho vedením firma dosáhla významného technologického pokroku, když vyvinul stroj umožňující tkaní šesti popruhů současně, což zlepšilo efektivitu výroby a snížilo náklady. Po požáru v roce 1928 firma pokračovala v rozvoji a překonala hospodářskou krizi bez propouštění zaměstnanců. V roce 1942 byla firma zapsána v Kronice řemesel, obchodu, živností a výroby, vedené Obchodní a živnostenskou komorou v Brně, jako významný producent popruhů.Po komunistickém převratu v únoru 1948 došlo ke znárodnění a firma dále pokračovala ve výrobě popruhů, několikrát změnila název a nakonec byla přejmenována na Závody S. K. Neumanna.
V roce 1992 pan MVDr. Jiří Mouka, který byl 5. generací rodiny Mouků, v rámci velké privatizace obnovil rodinnou tradici výroby popruhů. Rodině byly vráceny pozemky a staré budovy, moderní stroje a nové objekty musela firma od státu odkoupit.Od té doby firma investovala do nových technologií (žakárové stavy, stavy na výrobu zužovaných popruhů a tlumičů pádu, nová úpravárenská linka) a zaměřila se na zakázkovou výrobu popruhů. V roce 1999 firma získala certifikát ISO 9001, potvrzující vysokou kvalitu její produkce. V roce 2018 byla postavena nová výrobní hala, která nahradila starší, nevyhovující objekt. V roce 2014 převzala firmu paní Ing. Hana Brázdová (dcera pana MVDr. Mouky), která jako již 6. generace pokračuje se svým manželem panem Ing. Ivo Brázdou v rodinné tradici.

## Výroba a zaměření

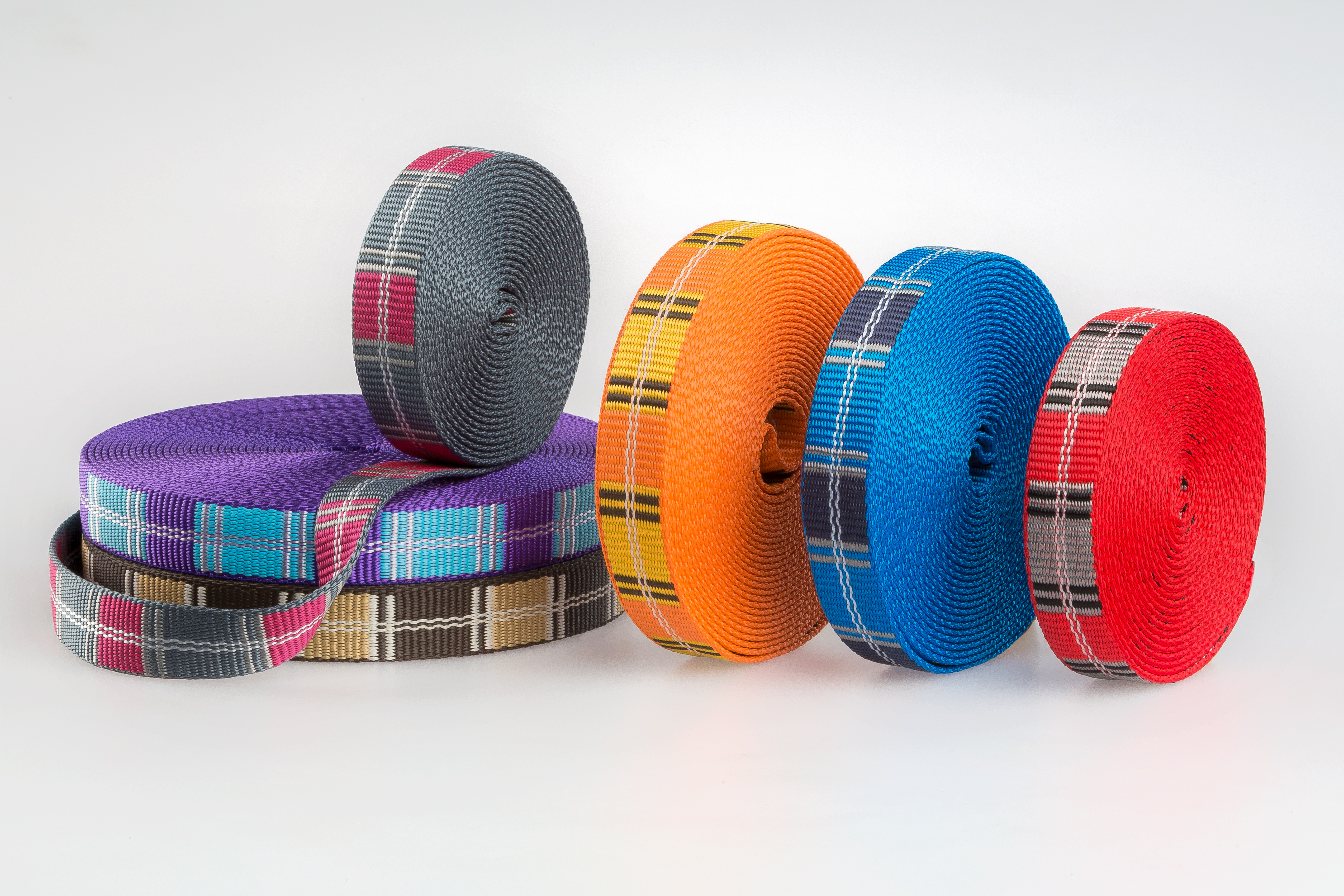
Ukázka sortimentu firmy

Společnost MOUKA TIŠNOV, s.r.o.  vyrábí širokou škálu popruhů a lemovek. K výrobě používá zejména syntetické materiály (polyamid, polypropylen, polyester, vysokopevnostní polyetylen – např. Dyneema®, a další), ale i přírodní materiály (bavlna, juta, guma) Může nabídnout popruhy v různých vazbách (plátno, kepr, dutina, …), s jednoduchým či složitějším (žakárovým) vzorem nebo nápisem, dále popruhy s proměnlivou šíří a tlumiče pádu pro via ferrata nebo práci ve výškách.

## Moderní přístup a certifikace
V roce 1999 společnost získala certifikaci kvality podle normy ČSN EN ISO 9001, kterou pravidelně obnovuje. Tato certifikace zajišťuje, že produkty firmy splňují vysoké standardy kvality a bezpečnosti.V roce 2018   byla výroba přesunuta do nové výrobní haly, která umožnila navýšení kapacity výroby, zlepšení výrobních procesů a poskytla lepší pracovní prostředí. V této výrobní hale jsou využívány nové moderní technologie (tepelné čerpadlo, rekuperace tepla).

## Export a globální působení
Firma MOUKA TIŠNOV, s.r.o.  exportuje své výrobky do 30 zemí, přičemž klíčovými trhy jsou země Evropské unie. Firma má zákazníky také na Novém Zélandu, v Kanadě i v Asii. Zhruba třetina produkce firmy je exportována přímo a většina zbylé produkce, která je dodávána českým zákazníkům, končí na zahraničních trzích po celém světě. V roce 2022 se firma MOUKA TIŠNOV, s.r.o. zúčastnila soutěže nejlepších českých exportních firem a v kategorie  Malá společnost se umístila na 2. místě.

## Současnost
Dnes je firma MOUKA TIŠNOV, s.r.o.  moderní rodinný podnik, který spojuje tradici s inovacemi. Pod vedením paní Ing. Hany Brázdové, která je šestou generací rodiny Mouků, a pana Ing. Brázdy, jednatelů společnosti, se firma zaměřuje na další rozvoj a inovace a snaží se udržet svou pozici jednoho z předních výrobců textilních tkaných popruhů v České republice. 
Heslo firmy: „Tradice - Pestrost - Kvalita“
„Jsme česká rodinná firma s tradicí a vyrábíme a dodáváme popruhy do celého světa.“